# Крестур (Бихор)
Крестур (рум. Crestur) насеље је у Румунији у округу Бихор у општини Абрамуц. Oпштина се налази на надморској висини од 157 m.

## Становништво
Према подацима из 2002. године у насељу је живело 506 становника.

### Попис2002.
| Расподела становништва по националности 2002.‍ | Расподела становништва по националности 2002.‍ | Расподела становништва по националности 2002.‍ | Расподела становништва по националности 2002.‍ | Расподела становништва по националности 2002.‍ |
| --------------------------------------------- | --------------------------------------------- | --------------------------------------------- | --------------------------------------------- | --------------------------------------------- |
|                                               |                                               |                                               |                                               |                                               |
| Румуни                                        | Румуни                                        |                                               | 73                                            | 14,5%                                         |
| Мађари                                        | Мађари                                        |                                               | 309                                           | 61,4%                                         |
| Роми                                          | Роми                                          |                                               | 121                                           | 24,1%                                         |